# Rüstorf
Rüstorf là một đô thị thuộc huyện Vöcklabruck thuộc bang Oberösterreich, Áo. Đô thị Rüstorf có diện tích 14 km², dân số thời điểm năm 2005 là 1952 người.